# Carrollton Township (Missouri)
Pour les articles homonymes, voir Carrollton Township.
Carrollton Township est un township du comté de Carroll dans le Missouri, aux États-Unis,. En 2000, sa population s'élève à 4 355 habitants. Le township est fondé en 1872 et baptisé en référence à la ville du même nom.

## Source de la traduction
- (en) Cet article est partiellement ou en totalité issu de l’article de Wikipédia en anglais intitulé « Carrollton Township, Carroll County, Missouri » (voir la liste des auteurs).